# مردانشاه دماوندی
مردان‌شاه دماوندی، مسمغان و از اشراف ساسانی از خاندان کارن بود. او بنیان‌گذار سلسله مسمغان دماوند بود که بر دماوند و لاریجان و اطراف آن حکومت می‌کرد. در طی حمله اعراب به ایران، او نیروهای کمکی برای سیاوخش در شهر ری برای جنگ با اعراب فرستاد، با این حال سیاوش شکست خورد. اعراب تا دماوند پیش رفتند و در آنجا مردان‌شاه با اعراب صلح کرد و به او قول داده شد که به او حمله نخواهد شد و بدون اجازهٔ او هم اعراب به آنجا نزدیک نخواهند شد و در مقابل، او خراج‌گذار خلیفه شود. پس از این واقعه دیگر نامی از او در تاریخ برده نشده است.